# Латинске царице
Следи списак царица Латинског царства, крсташке државе основане 1204. године.

## Латинске царице
| Слика | Име                 | Отац                   | Рођење      | Брак             | Постала владарка | Престала да влада | Смрт                | Супружник             |
| ----- | ------------------- | ---------------------- | ----------- | ---------------- | ---------------- | ----------------- | ------------------- | --------------------- |
|       | Марија од Шампање   | Хенри I од Шампање     | 1174.       | 6. јануар 1186.  | 9. мај 1204.     | 9. август 1204.   | 9. август 1204.     | Балдуин I Фландријски |
|       | Агнеса од Монферата | Бонифације Монфератски | 1187.       | 4. фебруар 1207. | 4. фебруар 1207. | 1207/1208         | 1207/1208           | Хенрик Фландријски    |
|       | Марија Бугарска     | Калојан                | -           | 1213.            | 1213.            | након 1216.       | након 1216.         | Хенрик Фландријски    |
|       | Јоланда Фландријска | Балдуин V              | 1175.       | 1. јул 1193.     | 1216.            | након јуна 1219.  | 24/26. август 1219. | Петар Куртене         |
|       | Леди од Невила      | Балдуин од Невила      | 1175.       | 1227.            | 1227.            | 1228.             | 1228.               | Роберт I Куртене      |
|       | Беренгарија Леонска | Алфонс IX Леонски      | 1204.       | 1224.            | 1229.            | 12. април 1237.   | 12. април 1237.     | Јован Бријен          |
|       | Марија Бријен       | Јован Бријен           | април 1225. | 1234.            | 1234.            | 25. јул 1261.     | након 5. маја 1275. | Балдуин II Куртене    |